# Лоренсо Сільва
Лоренцо Сільва (ісп. Lorenzo Manuel Silva Amador; 1966) — іспанський письменник.